# Gonodiscus amplalis
Gonodiscus amplalis là một loài bướm đêm trong họ Crambidae.